# Armée de l'Ouest (1862)
Pour l'armée des États-Unis pendant la guerre américano-mexicaine voir Armée de l'Ouest (1846), et pour l'armée révolutionnaire française voir Armée de l'Ouest.
L'armée de l'Ouest est une force militaire de l'armée des États confédérés pendant la guerre de Sécession fait partie du département du Trans-Mississippi et est composée au début par la vieille garde de l'État du Missouri. Elle participe aux batailles de Pea Ridge, de Corinth et de Iuka et s'élève à environ 20 000 hommes.
Les troupes qui forment le commandement de Price en Arkansas et au Missouri de 1863 à 1865 continuent d'être appelées populairement l'armée de l'Ouest. Les troupes de Price sont formellement reconstituées en tant qu'armée du Missouri lorsqu'elles commencent le raid de Price lors de la tentative de 1864 de recapturer le Missouri.

## Histoire

### Campagne de Pea Ridge
Pendant 1861, les forces confédérées dans le Missouri et l'Arkansas sont divisées en deux commandements indépendants : la garde de l'État du Missouri pro-confédérée du major général Sterling Price, basée dans le sud-ouest du Missouri, les volontaires confédérés du major général Benjamin McCulloch, basés dans le nord-ouest de l'Arkansas et dans le territoire Indien. Price et McCulloch se querellent à propos de la stratégie confédérée adéquate dans le Trans-Mississippi, et ne coopèrent qu'une seule fois, lors de la campagne de Wilson's Creek en août 1861. En février 182, l'armée du Sud-Ouest de l'Union commandée par le brigadier général Samuel R. Curtis chasse la garde de l'État du Missouri hors de l'État et vers le nord-ouest de l'Arkansas, où les forces de Price s'unissent à celles de McCulloch. Les confédérés installent leurs quartiers d'hiver dans le nord-est des Boston Mountains, où Price se querelle de nouveau immédiatement avec McCulloch. Price commence aussi à recruter ses hommes de la garde de l'État du Missouri dans une armée de volontaires confédérée mais le processus est long et une seule brigade est organisée en régiments complets en mars 1862 ; une autre brigade est composée seulement de bataillons et une troisième de bataillons et de compagnies.
Pour résoudre le problème résultant des deux commandants se querellant en Arkansas, le président confédéré Jefferson Davis nomme le major général Earl Van Dorn pour commander le district du Trans-Mississippi, qui couvre le Missouri, l'Arkansas, le territoire Indien et la nord de la Louisiane ; le district fait partie du département No 2, commandé par le général Albert Johnston. Une fois arrivé en Arkansas, Van Dorn désigne chaque commandement en tant que division et enrôle des troupes supplémentaires, les organisant en tant que 19th Arkansas Regiment et 20th Arkansas Regiment. Il ordonne aussi au brigadier général Albert Pike de revenir du territoire Indien pour l'Arkansas mais seuls deux régiments (le 1st et le 2nd Cherokee Mounted Rifles) atteignent l'armée de Van Dorn avant que la campagne ne commence.
Van Dorn lance son offensive le 5 mars 1862 ; quand il découvre que Curtis est positionné derrière des fortifications le long de Little Sugar Creek, Van Dorn décide de marcher autour du flanc gauche de l'Union et d'attaquer par l'arrière, commençant sa marche de contournement pendant la nuit du 6 au 7 mars 1862. Un retard survient lorsque les confédérés doivent construire un pont au-dessus de Little Sugar Creek ; au matin la division de Price arrive à Telegraph Road au nord des fortifications de Curtis, avec McCulloch derrière lui et une crête rocheuse appelée Big Mountain entre les confédérés et l'armée de l'Union. À ce moment, McCulloch reçoit la permission de se diriger autour du coude méridional de la Big Mountain et de retrouver Price près d'Elkhorn Tavern, puisque cela raccourcira la distance qu'il aura à parcourir. Néanmoins, une partie de l'armée de l'Union, commandée par le brigadier Franz Sigel intercepte les hommes de McCulloch près du coin sud-ouest de la Big Mountain. Pendant qu'une attaque de la brigade de Pike et de la brigade de cavalerie du brigadier général James McIntosh déloge les forces de l'Union de leur position initiale, McCulloch est tué alors qu'il effectue une reconnaissance de la deuxième ligne de l'Union ; McIntosh est tué pendant qu'il mène un régiment en position, et les renforts de l'Union mettent en déroute la brigade d'infanterie de McCulloch et capturent son commandant, le colonel Louis Hebert. Pike parvient à rallier une partie de la division et à la ramener vers Bentonville Detour, où il marche autour de l'extrémité septentrionale de la Big Mountain et vers Elkhorn Tavern. Le colonel Elkanah Greer du 3rd Texas Cavalry (en) prend le commandement d'une autre partie de la division et, après avoir tenu jusqu'après la tombée de la nuit, il fait aussi le tour de la Big Mountain jusqu'à la taverne.
Pendant ce temps, la force de Price, accompagné par Van Dorn, arrive près d'Elkhorn Tavern pour trouver la division de l'Union du colonel Eugene Carr défendant le crête. Price déploie la garde de l'État sur sa gauche et les brigades confédérées du Missouri sur la droite ; à la suite d'un barrage d'artillerie, il ordonne une charge. Les confédérés parviennent à repousser la ligne de l'Union et à capturer un canon mais ne parviennent pas à mettre en déroute la division de Carr ; un des commandants de brigade de Price est tué et Price est blessé par deux fois mais pas suffisamment pour quitter le terrain. Pendant la nuit, les restes de la division de McCulloch arrivent à Elkhorn Tavern mais aucun ravitaillement n'arrive, puisque le train de ravitaillement est situé à plusieurs kilomètres des positions initiales des confédérés et que Van Dorn n'est pas parvenu à lui ordonner de suivre l'armée ; en conséquence, les confédérés manquent de munitions.
Curtis concentre son armée autour des positions confédérées près de Elkhorn Tavern pendant la nuit ; à l'aube, il commence un barrage d'artillerie qui dure deux heures. Parce qu'ils n'ont pas de réserve de munitions à proximité, les confédérés sont rapidement à court d'obus et ne peuvent être ravitaillés pendant cinq ou six heures. Van Dorn ordonne à son armée de battre en retraite vers l'est avant d'aller vers le sud. Ni Van Dorn ni Price ne restent derrière pour superviser la retraite, aussi les unités quittent le champ de bataille chaotiquement, abandonnant les batteries d'artillerie lorsqu'elles sont à court de munitions, et les régiments d'infanterie et de cavalerie suivant.
Une fois l'armée arrivée à Van Buren, Van Dorn la réorganise en une seule division sous le commandant de Price, avec quatre brigades d'infanterie, et une brigade d'artillerie. À ce moment, le général P.G.T. Beauregard, agissant pour Johnston, ordonne à Van Dorn d'acheminer son armée à Corinth, Mississippi, pour se joindre aux forces de Johnston pour attaquer l'armée de l'Union à Shiloh. Néanmoins, en raison du mauvais état des routes, Van Dorn ne parvient à atteindre Corinth qu'une semaine après la bataille de Shiloh ; de plus, Van Dorn amène tout le ravitaillement qu'il peut, dont les machines et les réserves de l'arsenal de Little Rock jusqu'au nord du Mississippi avec lui, laisse quelques hommes en arrière.

### Campagne de Iuka-Corinth
À la suite du transfert de l'armée de l'Ouest vers Corinth, une partie de l'armée est incorporée à l'armée du Mississippi. Le reste des unités sont réorganisées par Price en deux divisions commandées par les brigadiers généraux Henry Little et Dabney Maury, avec une brigade de cavalerie commandée par le colonel Frank Armstrong. En préparation de la campagne de Perryville, le nouveau commandant du département No. 2, le général Braxton Bragg, divise le Mississippi en plusieurs commandements pour défendre l'État en son absence. Van Dorn est nommé commandant du district du Mississippi, centré autour de Vicksburg ; Price reçoit le district du Tennessee, couvrant le nord-ouest du Mississippi et le nord-est de l'Alabama, avec l'armée de l'Ouest en tant qu'armée opérationnelle. Price reçoit l'ordre de tenir la voie ferrée de Mobile et de l'Ohio et d'empêcher les forces de l'Union dans l'ouest du Tennessee, commandée par U.S. Grant et William S. Rosecrans, de renforcer l'armée de l'Union dans le Kentucky, avec Van Dorn qui doit coopérer avec Price. Initialement Van Dorn refuse d'unir ses forces avec celles de Price, préférant se concentrer sur la reprise de Baton Rouge, Louisiane ; quand l'attaque échoue, Van Dorn reconsidère la proposition de Price d'envahir le territoire tenu par l'Union.
Pendant ce temps, Price lance une offensive sans attendre les forces de Van Dorn, essentiellement due à la pression exercée par Bragg. Il capture sans combattre la ville de Iuka le 14 septembre 1862, et, avec elle, de nombreuses provisions abandonnées par la garnison de l'Union. Grant et Rosecrans établissent immédiatement un plan pour prendre au piège Price, avec un mouvement de Grant par le nord-ouest pour retenir l'attention de Price pendant que Rosecrans attaque par le sud et le sud-ouest pour couper la voie de retraite de Price. Les deux colonnes atteignent Iuka le 19 septembre 1862 mais en raison de mauvaises communications et d'incompréhensions, Grant ne parvient pas à attaquer comme prévu. Cela permet à Price de se concentrer sur Rosecrans, aboutissant à la bataille d'Iuka ; les confédérés écrasent la ligne initiale de l'Union et la tiennent contre les contre-attaques de l'Union. À l'annonce de l'approche de Grant, Price décide de retraiter pour éviter l'encerclement ; le nombre total de pertes confédérées est de 652, avec Little tué et remplacé par le brigadier général Louis Hebert.
Se joignant avec Van Dorn à Ripley, Mississippi, le 28 septembre 1862, Price se place sous les ordres de Van Dorn. L'armée de l'Ouest est redéfinie en tant que corps de Price, qui avec la division de Mansfield Lovell du district du Mississippi, forme l'armée du Tennessee occidental de Van Dorn. La division de Lovell reste séparée du corps de Price et reporte directement à Van Dorn. Van Dorn informe Price de son plan pour capturer Corinth : en premier les confédérés marcheront sur Pocahontas, au nord-ouest de Corinth, pour désorienter le haut commandement de l'Union, puis se tourneront et attaqueront Corinth en venant du nord et du nord-ouest. Bien qu'opposé au plan, Price fait avec. Pendant les deux jours de la bataille de Corinth, le corps de Price fait plus que combattre. Le premier jour, les troupes de l'Union repoussent les troupes de l'Union hors de leur lignes au nord de Corinth vers leur deuxième ligne de fortifications ; le second jour, sa division écrase plusieurs parties de la ligne de l'Union et entre brièvement dans Corinth mais doit rebrousser chemin en raison du manque de soutien. Hebert se déclare malade le matin du deuxième jour et est remplacé par le brigadier général Martin E. Green ; de plus, plusieurs officiers supérieurs sont tués ou blessés pendant la bataille. Pendant les deux jours, Lovell ne parvient pas à soutenir complètement les attaques de Price, ce qui pourrait être dû à son opposition vis-à-vis de l'attaque de Corinth.
Van Dorn ordonne la retraite en premier vers Pocahontas, où il propose que l'armée confédérée renouvelle son attaque à partir du sud ; Price et Maury discutent avec lui de ce plan. La retraite se poursuit vers l'ouest, avec la division servant d'arrière garde contre Rosecrans et les divisions de Price en avant. Le matin du 6 octobre 1862, Van Dorn apprend qu'une autre force commandée par Stephen Hurlbut approche par l'ouest ; il affecte à la division de Maury la tenue du pont de Davis au-dessus de la rivière Hatchie jusqu'à ce que l'armée puisse atteindre le croisement à neuf kilomètres six cents au sud. Maury forme une ligne sur la rive ouest de la rivière mais la ligne est débordée, perdant 300 prisonniers. Hurlbut croise plusieurs régiments sur la rive est, et subit 570 pertes, la plupart résultant de tirs de tireurs d'élite et de l'artillerie. Lorsqu'un pont temporaire est construit au-dessus de la Hatchie, l'armée confédérée retraite vers Holly Springs.
La force de Price perd 35 pour cent de ses effectifs, la plupart des pertes parmi la division de Maury (2 500 hommes sur 3 900, avec 600 désertions supplémentaires pendant la retraite). Les districts de Price et de Van Dorn sont regroupés pour former le département du Mississippi et de la Louisiane orientale, commandée par le lieutenant général John C. Pemberton, qui prend le contrôle du l'armée de l'armée du Tennessee oriental. Price est réaffecté au département du Trans-Mississippi en février 1863 mais les régiments du Missouri ne sont pas transférés avec lui comme il l'avait demandé.

## Commandants
- Earl Van Dorn (janvier-mars 1862)
- John P. McCown (mars-juillet 1862)
- Sterling Price (juillet-septembre 1862)